# Jamesway
Jamesway Corporation, beter bekend als Jamesway, was een Amerikaanse keten van discountwarenhuizen gevestigd in Secaucus (New Jersey). Het bedrijf werd in 1961 opgericht met één winkel in Jamestown (New York), maar groeide uiteindelijk uit tot een keten die op het hoogtepunt 138 winkels had in de regio's Noordoost en de Midden-Atlantische Staten.
Ondanks het succes leed Jamesway in de laatste jaren aanzienlijke verliezen. Dit resulteerde in twee faillissementsaanvragen, wat in 1995 uiteindelijk het einde van de keten betekende.

## Geschiedenis
Jamesway begon in 1961 met de eerste winkel van Herbert Fisher. Het bedrijf dankt zijn naam aan de stad waar de eerste winkel gevestigd was: Jamestown (New York). Op het hoogtepunt in 1991 had het bedrijf 138 winkels verspreid over de Mid-Atlantische regio van de Verenigde Staten en telde het bijna 6.000 werknemers. Het bedrijf had vestigingen in New York, New Jersey, Pennsylvania, Maryland, Ohio, Virginia, Delaware en andere staten. Het hoofdkantoor van Jamesway was in Secaucus in New Jersey. In de jaren 1960 breidde het zich sterk uit en bleef het groeien tot in de jaren 1980. In deze periode verwierf het bedrijf veel panden van toen al ter ziele gegane discountwinkels zoals Two Guys, Woolco, King's en één van Mays. Eind jaren zeventig namen ze ook de discountketen Westons over. De oorspronkelijke winkel in Jamestown verhuisde eind jaren tachtig naar de Chautauqua Mall. De Jamesway-winkel in Monroe, New York, werd op 29 april 1990 door een grote brand verwoest. 

### Faillissement
Peter Hollis, voormalig voorzitter en CEO van Ames, trad in 1991 toe tot Jamesway en werd in februari van dat jaar benoemd tot voorzitter. In april 1991 verkreeg het bedrijf, in een poging zijn financiële positie te versterken, een lening van $ 40 miljoen voor de herfinanciering en werden 11 verlieslatende winkels gesloten.
In december 1992 sloot Jamesway 13 winkels. 
In januari 1993 introduceerde Jamesway een nieuwe winkelformule en wilde de keten met 127 winkels binnen drie jaar volledig vernieuwen. 30 winkels zouden volledig opnieuw worden ingericht, waarbij onder meer betere verlichting, een betere winkelindeling en betere bewegwijzering in de hele winkel zou worden toegepast. In juni 1993 keerde Joseph Ettore terug bij Jamesway na een periode bij Stuart’s te hebben gewerkt. Eerder had hij al bij het bedrijf gewerkt in de jaren 1980. Op 19 juli 1993 vroeg het bedrijf uitstel van betaling aan. Vóór de indiening had de keten een omzet van $ 1,05 miljard en 7.400 werknemers. In augustus 1993 maakte de discounter bekend dat er 70 banen op het hoofdkantoor waren geschrapt en dat er een reorganisatie in het management had plaatsgevonden. "We willen in business blijven", benadrukte Ettore. In december 1993 kondigde Jamesway aan dat het 14 winkels zou sluiten en 11 winkels zou renoveren als onderdeel van een plan om het bedrijf uit het faillissement te halen.
De keten kwam in januari 1995 uit het faillissement met nog 90 winkels over. In mei 1995 werd het bedrijf te koop aangeboden. Ames werd gezien als de meest waarschijnlijke kandidaat om de keten over te nemen, hoewel ook Hills en Caldor werden overwogen. Toen het bedrijf te koop werd aangeboden, telde het 5.900 werknemers. Jamesway vroeg in oktober 1995 voor de tweede keer faillissement aan, nadat het bedrijf bijna twee jaar failliet was gegaan. Slechts enkele dagen voor de indiening van de aanvraag ontsloeg het bedrijf 3% van zijn personeel. Het bedrijf besloot alle resterende winkels te sluiten en begon onmiddellijk met de opheffingsuitverkoop, die liep van oktober tot december 1995.
Men geloofde dat de aanhoudende zwakke verkopen, samen met de operationele verliezen en de beperkte handelskredieten, bijdroegen aan het faillissement. In die tijd begon Wal-Mart nieuwe winkels te openen in dezelfde buurten als de Jamesway-winkels, waardoor het lot van Jamesway onafwendbaar werd. Ames kocht elf voormalige Jamesway-winkels en heropende ze als Ames-winkels,  maar Ames zou uiteindelijk hetzelfde lot ondergaan als Jamesway: in 2001 werd het bedrijf failliet verklaard en in 2002 werden al zijn winkels gesloten.